# Архонтологія
Архонтоло́гія — наукова дисципліна, що займається вивченням історії посад в державних, міжнародних, релігійних, політичних та інших громадських структурах.
Об'єктами виступають хронології послідовності зміни осіб на посадах, а також їхні біографії та інша відповідна інформація.
ЗавданняБільшість досліджень відрізняються поверхневим підходом, що з точки архонтології через поставлені цілі архонтології. Окрім академічного інтересу хронологія органів влади користується цілком практичним значенням, адже отримані дані використовуються в багатьох дисциплінах у різноманітних цілях. Щоб датувати документи іноді дуже важливо знати час правління тієї чи іншої особи.

## Історія
Архонтологія — (від грецького αρχων ─ правитель. Термін використовувався для певних позначень високих посадових осіб у містах Античної Греції).
Ще у часи Давніх цивілізацій імена правителів слугували для літочислення. Зокрема, для ілюстрування сказаного, нам послугують приклади греків та римлян, китайців та японців.  Ця тенденція зберігалась і у пізніші часи на теренах Європи. Англійськими монархи офіційно встановлені так звані «regnal years» (роки правління), що в цілому відіграють важливу роль в британській хронології.
Без сумніву люди творять історію, а тому без головних дійових осіб історія, як зрештою і політологія, були б позбавлені сенсу. Залежно від системи правління, такими головними діячами ставали монархи, президенти й інші суспільно-політичні діячі. До їх числа належать особи із абсолютною владою й такі, які владу отримали як їм належне, тобто у спадок. Висока посада могла гарантувати повну свободу дій, а бувало й навпаки, обмежувала певними суспільно-звичаєвими нормами.
Наукова хронологія уже чимало століть займається вивченням даної категорії людей, яку умовно можна назвати «правителі», ще задовго до того часу, коли дане зацікавлення стало частиною історії та хронології як академічної дисципліни. Дане зацікавлення можна умовно назвати «інтуїтивною хронологією». Дана дисципліна тісно переплітається з політикою та правом, що надає їй більшої цілісності та ваги.
Хронологія правління у складі загальної хронології була іще у древніх цивілізаціях. Різного роду списки про правління дали поштовх подальшому дослідженню давніх центрів витоків цивілізацій. Мабуть кардинально іншою могла б бути історія Давнього Єгипту без Абіддоських написів чи праць Манефона. Це ж стосується Риму і консульських списків.
Хронографи у співпраці із істориками виконували важкі роботи по укладенню списку королів, королев, президентів та інших представників влади. Із таких найвідоміших можна назвати Р. П. Ансельма «Історія королівського дома у Франції і головних сановників Корони» (XVII ст.); Петер Трухар «Правителі націй» (XIX ст.) ─ про правителів всіх часів і народів; серед інших відомих: Стоквіс, Шпулер, Пул. Є ще «Довідник британського правління».
Більшість подібних досліджень пов'язані з хронологією інститутів влади, і загалом є тематичними роботами про правителів окремих країн. Вони хоч і містять документальну інформацію та часто відходять від норм архонтології. Адже їх автори, щоб привернути увагу, базують праці на різного роду пікантних історіях.
Щоб архонтології перейти у розряд самостійних академічних дисциплін їй необхідно розробляти нові стандартів і термінологію для класифікації правителів. Існуючі хронології які створені на основі установлених фактів можуть бути відмінною базою для архонтологічних пошуків. В той же час повинні бути розширенні, рестриктировані, і доповненні теоретичною інформацією, включаючи історичні, політичні і юридичні аспекти.
В найближчому майбутньому важко очікувати якогось глобального удосконалення архонтологічних досліджень по всім країнам та епохам. Та можна стимулювати дослідження окремих осіб при владі у певних країнах через покращення методів і підходів дисципліни у цілому. Поява нових, підтверджених хронік із використанням належної термінології помогло б удосконалити і пришвидшити розвиток цієї галузі знань і призвело б до кристалізації архонтології у фазу нової історичної науки.